# مصطفى أمين
مصطفى أمين (21 فبراير 1914 القاهرة- 5 ذو الحجة 1418 هـ / 13 أبريل 1997 القاهرة)، هو صحافي وكاتب مصري، أسس مع شقيقه علي أمين صحيفة أخبار اليوم.

## النشأة والتعليم
ولد التوأمان مصطفى وعلي أمين في 21 فبراير 1914، كان والدهما «أمين أبو يوسف» محاميا كبيرا، أما والدتهما فهي ابنة أخت سعد زغلول، ومن هنا انعكست الحياة السياسة بشكل كبير على حياة الطفلين حيث نشئا وترعرعا في بيت سعد. سافر مصطفى أمين إلى أمريكا لإكمال دراسته فالتحق بجامعة جورج تاون، ودرس العلوم السياسية، وحصل على درجة الماجيستير في العلوم السياسية مع مرتبة الشرف الأولى عام 1938، ثم عاد إلى مصر وعمل كمدرس لمادة الصحافة بالجامعة الأمريكية لمدة أربع سنوات.

## العمل الصحفي
كانت الصحافة هي العشق الأول لمصطفى أمين وكذلك شقيقه، وبدأ العمل بها مبكراً وذلك عندما قدما معاً مجلة «الحقوق» في سن الثماني سنوات، والتي اختصت بنشر أخبار البيت، تلا ذلك إصدارهما لمجلة «التلميذ» عام 1928، وقاما فيها بمهاجمة الحكومة وانتقاد سياساتها، فما لبثت أن تم تعطيل إصدارها، أعقبها صدور مجلة «الأقلام» والتي لم تكن أوفر حظاً من سابقتها حيث تم إغلاقها أيضاً. في عام 1930 انضم مصطفى للعمل بمجلة «روز اليوسف»، وبعدها بعام تم تعينه نائباً لرئيس تحريرها وهو ما يزال طالباً في المرحلة الثانوية، وحقق الكثير من التألق في عالم الصحافة، ثم انتقل للعمل بمجلة «أخر ساعة» والتي أسسها محمد التابعي، وكان مصطفى أمين هو من اختار لها هذا الاسم.
كان مصطفى أمين صحفياً بارعاً يعشق مهنته يتصيد الأخبار ويحملها للمجلة، يتمتع بقدر كبير من الإصرار والمثابرة، ويسعى وراء الخبر أينما كان، وكان أول باب ثابت حرره بعنوان «لا يا شيخ» في مجلة روز اليوسف.  أصدر مصطفى أمين عدد من المجلات والصحف منها «مجلة الربيع» و«صدى الشرق» وغيرها والتي أوقفتها الحكومة نظراً للانتقادات التي توجهها هذه المجلات والصحف إليها.

## أخبار اليوم

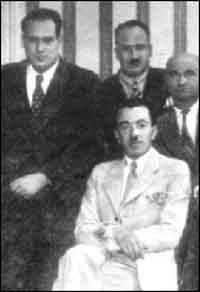
مصطفى أمين ومحمد التابعي

شهد عام 1944 مولد جريدة «أخبار اليوم» بواسطة كل من مصطفى وعلي أمين، وكانت هذه الجريدة بمثابة الحلم الذي تحقق لهما، وبدأ التفكير بها بعد استقالة مصطفى من مجلة «الاثنين» حيث أعلن عن رغبته في امتلاك دار صحفية تأتي على غرار الدور الصحفية الأوروبية، وبالفعل ذهب مصطفى أمين إلى أحمد باشا رئيس الوزراء ووزير الداخلية ليتحدث معه في الصحيفة الجديدة، وطلب منه ترخيص لإصدار صحيفة سياسية باللغة العربية باسم «أخبار اليوم»، وبدأ مصطفي في اتخاذ الإجراءات القانونية لإصدار الصحيفة في 22 أكتوبر 1944، وجاء يوم السبت 11 نوفمبر ليشهد صدور أول عدد من «أخبار اليوم»، وقد حققت الصحيفة انتشاراً هائلاً، وتم توزيع عشرات النسخ منها مع صدور العدد الأول، وقد سبق صدورها حملة دعاية ضخمة تولتها الأهرام، وقد قام الأخوان أمين بعد ذلك بشراء مجلة «أخر ساعة» عام 1946 من محمد التابعي.

## عهد عبد الناصر
أما مصطفى أمين فتختلف حياته بعض الشيء عن حياة علي أمين التحق بروز اليوسف وهو طالب ثم انتقل من روزاليوسف إلى آخر ساعة عندما أسسها محمد التابعي عام 1934، وكان قد بدأ مصطفى أمين في روز اليوسف بعد أن صدرت عام 1925، وهو الذي قدم إحسان عبد القدوس لمحمد التابعي بعد أن اختلف إحسان مع والدته فاطمة اليوسف وترك مصطفى أمين آخر ساعة إلى دار الهلال، ومن الطريف في حياة مصطفى أمين أنه حكم عليه عام 1939 بالسجن لمدة ستة أشهر مع إيقاف التنفيذ بتهمة العيب في ذات «الأمير محمد علي» ولي العهد وقد ألغي الحكم عام 1942 في عهد وزارة مصطفى النحاس باشا.
وقد بدأت العلاقة بين سلطة 23 يوليو عام 1952 وبين صاحبي أخبار اليوم بداية درامية فقد اعتقلا يوم الأربعاء 23 يوليو عام 1952 وخرجت العناصر المعادية للتوأم وأخبار اليوم ولكن مساء يوم 26 يوليو عام 1952 لم توجه لهما السلطة الجديدة أي إتهام وخرجا يمارسان العمل في أخبار اليوم.
يذكر القراء ما قام به الصحفي الوطني مصطفى شردي رئيس تحرير الوفد فيما بعد، وما قام به مصطفى أمين إزاء العدوان الثلاثي- أكتوبر عام 1956. وظل شردي داخل بورسعيد وحمل آلة تصوير وجعل الأفلام التي تفضح بشاعة العدوان وتسلل في ليل دامس في ملابس صياد وغاص في بحيرة المنزلة. ووصل إلى دار أخبار اليوم في الفجر وسلم أفلام الدمار إلى الأستاذين «مصطفى وعلي أمين» وبأمر من القيادة حمل مصطفى أمين هذه الصور النادرة وطار بها ووزع الصور على كبرى صحف العالم لتنشر على صدر صفحاتها الأولى بفضح العدوان الثلاثي من إنجلترا وفرنسا وإسرائيل.
القضية التي اتهم فيها مصطفى أمين بأنه كان مكلفا من جمال عبد الناصر باستمرار الاتصال بالولايات المتحدة، وكانت القيادة تمده بما ينبغي أن يقوله لمندوبي أمريكا، وأن ينقل إلى «جمال عبد الناصر» ما يقوله الأمريكيون، وعندما ساءت العلاقات بين مصطفى أمين وعبد الناصر وغيره من القيادات قبضوا عليه وحاكموه بالمعلومات التي كانوا قد أعطوها له سلفا ليسلمها إلى المندوبين الأمريكين، وصدر عليه الحكم بالسجن 9 سنوات قضاها مصطفى أمين في السجن وقضاها علي أمين خارج مصر.
من جهة أخرى أكد صلاح نصر في كتابه «عملاء الخيانة وحديث الإفك» وهو كتاب صدر في عام 1975 أن مصطفى أمين جاسوس فعلاً وشرح بالتفصيل علاقة الصحفي الشهير مصطفى أمين بالمخابرات الأمريكية والأكثر من ذلك ذكر صلاح نصر أن جهاز مكافحة التجسس كان يحتفظ بملف لـ«مصطفى أمين» حول علاقته بالمخابرات الأمريكية حتى من قبل ثورة يوليو 1952، على أن حب مصطفى أمين للمعلومات هو سبب نكبته وهو ما أجج التنافس بينه وبين أجهزة المخابرات ليوصم نشاطه بالاستخباراتي.

### مصطفى أمين وعلاقته بمحمد فؤاد الدجوي
يقول مصطفى أمين في شهادته: "إنني أعرف الدجوي منذ عام 1956م، عندما هاجمت الجيوش البريطانية والفرنسية والإسرائيلية مصر، واحتلت سيناء وبورسعيد، واستدعاني الرئيس جمال عبد الناصر، وطلب مني أن أركب وحدي أول طائرة مصرية مدنية تغادر مصر أثناء العدوان، وأن أحمل معي صور العدوان وأنشرها في جميع أنحاء العالم.. ووصلت إلى مدينة نيويورك وفوجئت بجميع تليفزيونات أمريكا تعرض فيلمًا للواء فؤاد الدجوي حاكم غزة، وهو يستسلم للجيش الإسرائيلي، كان الفيلم مُهينًا للجيش المصري ولمصر كلها، وكان الحاكم المصري يقف ذليلاً أمام ضابط إسرائيلي يقدم له خضوعًا، ويثني على الجيش الإسرائيلي وشجاعته وقوته ومروءته وإنسانيته، ويدلل على هذه المروءة بأن زوجته كانت مريضةً وأن اليهود نقلوها إلى مستشفى في تل أبيب لإجراء عملية جراحية لها..!!
هل يغفر لهم كل هذه الجرائم من أجل أنهم أجروا عمليةً جراحيةً لزوجة الدجوي؟! مع وجود أطباء مصريين أخصائيين ومستشفى مصري مجهز بجميع الأجهزة؟! وقد طلب منه الأطباء أن يجروا لها العملية وهي كيس دهني ولكنه رفض، وطلب نقلها إلى تل أبيب، والأطباء المصريون شهود الحادث أحياء يرزقون. وعندما عدت إلى القاهرة، ورويت للرئيس ما قال اللواء الدجوي في التليفزيون قال لي الرئيس إنه سمع بنفسه في الإذاعات هذه الأقوال نفسها وصوت الدجوي نفسه من محطة إسرائيل، وإن الدجوي أسير حرب في إسرائيل الآن، وإنه ينتظر عودته مع الأسرى ليحاكمه محاكمةً عسكريةً وليُضرب علنًا بالرصاص. وعاد اللواء محمد فؤاد الدجوي من الأسر، ولم يحاكَم، ولم يعدَم رميًا بالرصاص..!! وفوجئتُ بعد ذلك بأن الاختيار يقع دائمًا على الدجوي ليكون قاضيًا في أي محاكمة يرى المسئولون أن أدلتها ضعيفةٌ أو لا أساسَ لها. وكان الدجوي في أحاديثه يفخَر بأنه لا يحمل شهادة ليسانس، وأنه لم يدرس الحقوق، ولا يعرف القانون، وأنه محل ثقة ولاة الأمور.
يكمل مصطفى أمين شهادته فيقول: "وعندما مثلت أمام الدجوي رفضت أن أتكلَّم أو أفتح فمي؛ لأنني عرفتُ أنه يريد أن يقول في الجلسة السرية ما يريد أن يصل إلى رئيس الدولة في الميكروفون، وفي نهاية محاكمتي وقفت وطلبت الكلمة من الدجوي فأذن لي، وقلت: "في أثناء عدوان سنة 1956م استدعاني الرئيس جمال عبد الناصر إلى هذا المكان- مجلس قيادة الثورة- وقال لي إنني سأكلفك بمهمةٍ قد تموت فيها وهي أن تكون راكبًا أول طائرة تطير أثناء الضرب لتتولَّى الدعاية لمصر في العالم، وفي نيويورك اختارني الدكتور أحمد حسين- سفير مصر في واشنطون- لأدافع عن سمعة الجيش المصري، عندما عرضت محطات التليفزيون الأمريكي فيلمًا عنك وأنت تستسلم لليهود وتشكرهم.. ومن سخرية القدر أن يطلب الادعاء رأسي في نفس المكان الذي اختارني فيه الرئيس عبد الناصر لهذه المهمة الخطرة، وأن تتولى سيادتك محاكمتي!! ولم يفتح الدجوي فمه بكلمة وأعلن انتهاء المحاكمة".

## مؤلفاته

غلاف كتابه سنة أولى سجن.

قدم مصطفى أمين خلال حياته العديد من المؤلفات القيمة نذكر منها:
- تحيا الديمقراطية،
- من عشرة لعشرين،
- من واحد لعشرة،
- نجمة الجماهير،
- أفكار ممنوعة،
- الـ 200 فكرة،
- سنة أولى سجن،
- الآنسة كاف،
- مسائل شخصية [4]
- ليالى فاروق،
- ست الحسن،
- لكل مقال أزمة،
- أسماء لا تموت «مشاهير الفن والصحافة»،
- صاحبة الجلالة في الزنزانة،
- صاحب الجلالة الحب،
- لا، مسلسل
- بين الصحافة والسياسة

## العمل الخيري والجوائز

### ليلة القدر
وقد كان له هو وشقيقه «علي» العديد من النشاطات الخيرية والاجتماعية، فنفذ الشقيقان أمين مشروعاً خيرياً أطلقا عليه «ليلة القدر»، كما كانا صاحبا الفضل في ابتكار فكرة عيد الأم وعيد الأب وعيد الحب.
بدأ مشروع «ليلة القدر» في 15 فبراير 1954 بمقال نشره مصطفى أمين في أخبار اليوم جاء فيه «في قلب كل إنسان أمنية صغيرة تطارده في حياته وهو يهرب منها إما لسخافتها أو لارتفاع تكاليفها، فما هي أمنيتك المكبوتة؟، أكتب لي ما هي أمنيتك وسأحاول أن أحققها لك، سأحاول أن أدلك على أقصر الطرق لتحقيقها بشرط ألا تطلب مني تذكرة ذهاب وإياب إلى القمر». حقق هذا المشروع الكثير من النجاح حيث انهالت على الجريدة العديد من الخطابات، وتم تلبية طلبات العديد من أصحاب الاحتياجات، وتوسع هذا المشروع بعد ذلك وتفرعت أنشطته.

### جائزة مصطفى وعلي أمين الصحفية
أنشأت جائزة مصطفى وعلى أمين الصحفية والتي تعتبر بمثابة التتويج الحقيقي لمشاعر الأب الذي يحتضن أبنائه ويشجعهم ويحفزهم على مزيد من النجاح في بلاط صاحبة الجلالة ولم يقتصر هذا التكريم على الصحفيين بل امتد للمصورين ورسامي الكاريكاتير وسكرتارية التحرير الفنية وأيضا الفنانون، ومن الفنانين الذين حصلوا على جائزته فاتن حمامة ويحي الفخرانى ونور الشريف وعبلة كامل ويحي العلمي وعمار الشريعى وغيرهم. وكانت علاقات مصطفى أمين جيدة بالفنانين كان اشهرها مع الفنانة أم كلثوم والتي وقفت بجوار إخبار اليوم في عثراتها المالية وعبد الحليم حافظ والموسيقار الكبير محمد عبد الوهاب ونجاة وكامل الشناوي وكمال الطويل وفاتن حمامة وغيرهم ويقول مصطفى أمين عن صداقاته للنجوم إن الحياة بجانب النجوم مرهقة ومتعبة ولكنها لذيذة وأنت في بعض الأحيان لا تستطيع أن ترى جمال الصورة إلا إذا ابتعدت عنها فالأضواء الساطعة تعميك اننى أحب الناس كل الناس.

## مقتطفات من حياته
خلال حياته، أثار الراحل مصطفى أمين مشاعر الفنانة فاتن حمامة وغضبت عندما رأت عنوان المقال «أكتب لكم من سرير فاتن حمامة»  ، وتوجهت علي الفور إلى مؤسسة «أخبار اليوم» حيث مكتب الراحل مصطفى أمين؛  وخاطبته وهى في قمة ثورتها بأنه شوه سمعتها التي حافظت عليها طوال حياتها، بادعائه أنه نام في سرير واحد معها، وهي التي لم يتجرأ عليها أحد، سواء في الوسط الفني، الذي كانت سيدته المتألقة في ذلك الوقت، أو خارجه. رد أمين سائلا إياها: هل قرأت المقال؟ فأجابت انها قرأت العنوان واكتفت به، فطلب منها قراءة ما يحويه المقال، حيث كان الراحل يكتب عن قصة مرضه وإخبار الأطباء له بضرورة إجراء جراحة عاجلة له، وأنهم اختاروا له غرفة بالمستشفى، لكنه رأى في وسطها سريرا صغير الحجم، ولا يناسبه إطلاقا، وحين علق على ذلك رد الطبيب المرافق بأن  هذا السرير كانت ترقد عليه الفنانة فاتن حمامة قبل أيام، بعد دخولها المستشفى لإجراء جراحة.
بقية المقال يقول فيه مصطفي أمين: رقدت في سرير فاتن فوجدته صغيرًا دقيقًا، فكان نصفي في السرير ونصفي خارج السرير، فاتن صغيرة الحجم وأنا ضخم الحجم، وكان من المستحيل عليّ أن أتقلّب في السرير، فأى حركة به أجدنى واقعًا على الأرض".

## علاقته بالفن

مصطفى أمين وأم كلثوم في عام 1958

مصطفى أمين وعبد الحليم حافظ

جمعت صداقة قوية بين كل من مصطفى أمين والفنان عبد الحليم حافظ، حيث كان الأخير ينظر له نظرة الأب والأستاذ، ويستشيره في كل شيء سواء في أغانيه أو في حياته الشخصية، وكان عبد الحليم مناصر قوي لأمين أثناء فترة اعتقاله فكان يؤكد دائماً على براءته، وبذل الكثير من الجهد من أجل الحصول على تصريح لزياراته في السجن.

### الحياة الشخصية
تزوج مصطفى وأنجب أبنتين هما «رتيبة» والتي أسماها على اسم والدته، و«صفية» واسمها على اسم صفية زغلول، والتي كان يعتبرها بمثابة الأم الثانية له حيث نشأ وترعرع هو وشقيقه في منزلها وفي ظل رعايتها لهما، وقد عملت صفية بالصحافة أسوة بوالدها.
في سجنه كان مصطفى أمين يكتب إلى ابنته «صفية» العديد من الرسائل وعلى الرغم من القسوة والمعاناة التي كان يعانيها في سجنه إلا أن رسائله كانت مفعمة بالتفاؤل، فحينما رفضت إدارة السجن مده بالأدوية أو نقله للمستشفى للعلاج، كتب لابنته قائلاً إن حالته المعنوية عالية وأنه كلما توالت عليه الضربات يكون في أحسن حالاته، وأن الأزمات والمحن تجدد شبابه.
قامت ابنتيه "رتيبة" و"صفية" بزيارة إلى جيهان السادات مع أم كلثوم أملاً في التوسط من اجل الإفراج عن والداهما وذلك عام 1972، ولكنهم لم يوفقوا في الإفراج عنه فوراً، ولكن قام السادات بإصدار قرار العفو عنه بعد هذه الزيارة بثلاث سنوات وبعد نصر أكتوبر.

## وفاته
توفى مصطفى أمين في 13 أبريل 1997، بعد حياة حافلة، ليلحق بتوأمه والذي توفى 3 أبريل 1976.

## وصلات خارجية
- مصطفى أمين على موقع IMDb (الإنجليزية)
- مصطفى أمين على موقع كينوبويسك (الروسية)
- الموقع الرسمي لأخبار اليوم نسخة محفوظة 4 فبراير 2006 على موقع واي باك مشين.